# Pa chi chuan

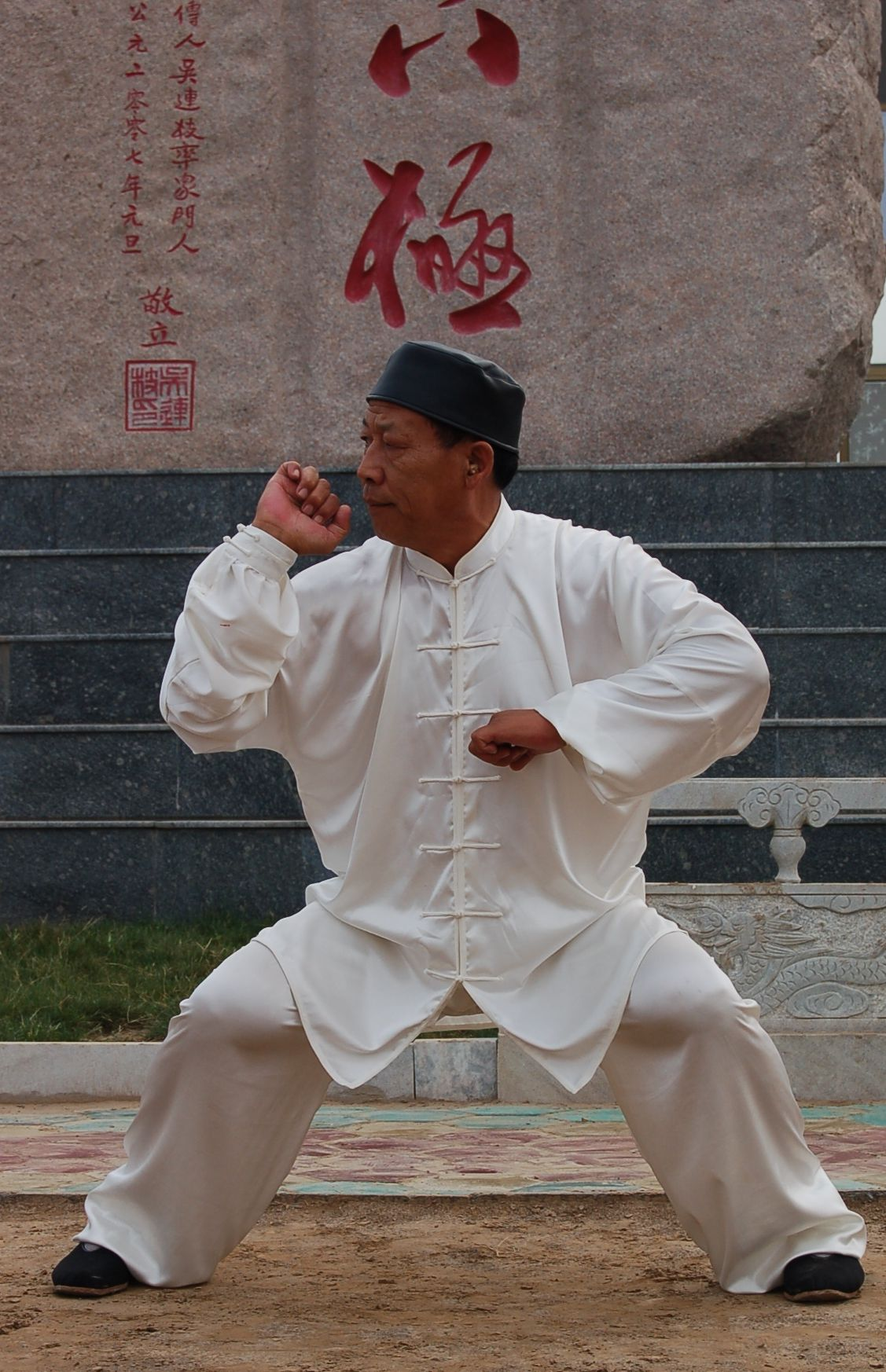
Mestre Wu LianZhi na postura típica do estilo Baji Quan.

Ba ji quan (chinês tradicional: 八極拳; pinyin: bājíquán; literalmente "boxe das oito extremidades") é um estilo de wushu (artes marciais chinesas) que se caracteriza pela uso de uma força explosiva de curto alcance e é conhecida por seu golpes com os cotovelos e outras extremidades, origem de seu nome. A prática se originou na província de Hebei, no norte da China, mas é também bastante conhecido em outros lugares, especialmente Taiwan.

## Características
As características mais conhecidas desta rara escola de wushu incluem as cotoveladas, o controle do quadril e os golpes com os ombros.
Todas as técnicas são executadas com uma forma muito característica de força curta, desenvolvida através de rigoroso, e às vezes torturante, treinamento.
Estrategicamente, o pa chi chuan foca no combate corpo-a-corpo, aproximando-se do oponente a partir de uma longa distância com o passo de ataque característico do pa chi chuan e emitindo atacando ao mesmo tempo.

## O "estilo do guarda-costas"
O pa chi chuan tornou-se mais conhecido, principalmente  devido a Li Shu Wen (1864-1934), um praticante da província de Shandong que por sua habilidade com a lança ganhou o apelido de "Li, Deus da lança". Sua citação mais famosa sobre lutas era, "Eu não sei o que é atingir um homem duas vezes". Talvez um exagero, mas fala pela força de impacto que o treinamento de pa chi chuan desenvolve.
O estilo é chamado de "estilo do guarda costas", pois entre os alunos mais famosos de Li Shu Wen estão Hou Dian Ge (guarda-costas de Pu Yi, o último imperador da China), Li Chen Wu (guarda-costas de Mao Zedong), e Liu Yun Chiao (agente secreto dos nacionalistas do Kuomintang e instrutor dos guarda-costas de Chiang Kai Shek).

## Personagens deficçãoque lutam pa chi chuan
O estilo também ficou famoso graças ao jogo da Sega Virtua Fighter, como o estilo que o personagem principal, Akira Yuki, pratica
É um dos estilos de luta praticado por Li Mei no jogo Mortal Kombat: Deadly Alliance.
É praticado pela personagem Akira Kazama, presente nas séries Rival Schools e Street Fighter, da Capcom.￼
Em 1988, Ryuchi Matsuda, criou um mangá com o título "Kenji", baseado em suas próprias experiências com pa chi chuan.
É uma das artes marciais que o jovem mago Negi Springfield aprende em sua história contada no mangá e animê "Negima".
O personagem Miki do Anime e Mangá Beelzebub utiliza técnicas desse estilo. 
Kokoro, a geisha em treinamento da série Dead or Alive é provavelmente o melhor exemplo da arte em um videogame.
Xiuying, uma personagem do conhecido jogo Shenmue II, também utiliza o estilo.
Arima Miyako, personagem do jogo de luta Melty Blood, é outro exemplo de personagem de videojogos que utiliza pa chi chuan.
Leo Kliesen, personagem do jogo de luta "Tekken6", também é lutadora do estilo.